# Ernst Brugger
 (juillet 2025).
Si vous disposez d'ouvrages ou d'articles de référence ou si vous connaissez des sites web de qualité traitant du thème abordé ici, merci de compléter l'article en donnant les références utiles à sa vérifiabilité et en les liant à la section « Notes et références ».
Pour les articles homonymes, voir Brügger.
Ernst Brugger, né le 10 mars 1914 à Bellinzone (originaire de Möriken et de Gossau) et mort le 20 juin 1998 à Gossau, est une personnalité politique suisse, membre du Parti radical-démocratique. Il est conseiller fédéral de 1970 à 1977 et président de la Confédération en 1974.

## Biographie
Fils d'agriculteur, il rappelait volontiers qu'« il avait appris à l'écurie, comment traiter avec les grosses bêtes ». Après des études à Zurich, Paris et en Angleterre, il devient maître d’école secondaire.
Il est président de commune de Gossau (canton de Zurich) et, de 1947 à 1959,député hors-parti puis PRD au Grand Conseil.
Il est élu au Conseil d’État du canton de Zurich chargé de l’Intérieur et de la Justice (1959-1967) puis de l’Économie publique (1967-69). Il occupe également des fonctions dans les conseils d'administration de centrales électriques. 
Alors qu'il n'est pas parlementaire, l'Assemblée fédérale l'élit le 10 décembre 1969 au Conseil fédéral (82e conseiller fédéral de l'histoire[réf. nécessaire]). Il dirige le département de l’Économie publique (DEP) du 1er janvier 1970 jusqu’au 31 janvier 1978.
Il est confronté à la récession des années 1970 et crée l'assurance-chômage obligatoire. Il prépare des programmes de relance de l'économie et fait adopter un nouvel article dit « conjoncturel » de la Constitution. La crise pétrolière de 1973 conduit la Suisse à prendre des mesures en vue de la sécurité de l'approvisionnement.
Il est également responsable de la politique agricole. Il soumet des projets de loi sur l'aide aux investissements dans les régions de montagne et une révision de la loi sur la formation professionnelle.
En tant que ministre chargé du commerce extérieur, il se rend en novembre 1970 à Bruxelles avec Pierre Graber, ministre des affaires étrangères. Les négociations aboutissent à un accord de libre-échange avec la Communauté Économique Européenne (CEE) (1972). Une garantie des risques à l'exportation améliore la compétitivité de l'économie suisse sur les marchés mondiaux.
Après le refus du ministre PDC de la Justice, Kurt Furgler, invoquant des raisons de conscience, de défendre le dossier de la libéralisation de l'avortement, il se charge de cette mission devant le Parlement. 
Il est président de la Confédération suisse en 1974, année du centenaire de la Constitution fédérale révisée.
Avant de se présenter devant le Parlement, il étudiait également la version française des projets soumis afin de mieux dialoguer avec la minorité linguistique. Il rappelait à tous ceux qui voyaient des incohérences dans ses projets : « Que voulez-vous, la politique n'est pas logique ».
Après sa retraite, il est président de Pro Infirmis, de la Banque populaire suisse et de la Commission pour la présence de la Suisse à l’étranger. Son épouse Lory est décédée en 1996.